# 白峰溪
白峰溪（1934年—），女，河北霸县人，中国话剧演员、编剧，中国国家话剧院演员、编剧。

## 家庭
丈夫严忠颖。女儿严帆帆。外孙刘端端。